# Figtree
Fig Tree – miasto w Saint Kitts i Nevis na wyspie Nevis; 400 mieszkańców (2006). Stolica parafii Saint John Figtree.